# Заречномедлинское (сельское поселение)
Заречномедлинское — упразднённое муниципальное образование со статусом сельского поселения в Дебёсском районе Удмуртии Российской Федерации.
Административный центр — деревня Заречная Медла.
Законом Удмуртской Республики от 30.04.2021 № 40-РЗ к 23 мая 2021 года упразднено в связи с преобразованием муниципального района в муниципальный округ.

## Географическое положение
Заречномедлинское сельское поселение расположено в восточной части Дебесского муниципального района. Граничит на севере с Нижнепыхтинским сельским поселением, на северо-западе – с Дебесским, на западе – Большезетымским, юге – с Уйвайским, на востоке – с Пермским краем.
Центром поселения является деревня Заречная Медла. До районного центра 10 км, из них 7 км заасфальтировано и 3 км гравийным покрытием.
Внешние связи поселения ориентированы на федеральную автомобильную дорогу «Подъезд к г. Ижевску и г. Перми от а/д М-7 «Волга», проходящую в 2 км севернее границ поселения.

### Климат
Климат Заречномедлинского сельского поселения умеренно континентальный с продолжительной прохладной зимой и коротким умеренно теплым летом. Переходы из сезона в сезон хорошо выражены.
Среднемесячная температура зимой (январь) -15°С (абсолютный минимум -49°С), летом (июль) +17,7 °С (абсолютный максимум +37°С).
Водные ресурсы
Наиболее значительными на территории поселения являются р. Медла и р. Лем, являющиеся правыми притоками р. Чепца. Длина реки Лем – 15 км, её исток находится на территории Пермского края. Площадь водосбора – 174 км2. Река Медла берет начало у д. Уйвай Дебесского района. Её длина – 15 км, площадь водосбора – 66 км2.
На некоторых из них расположены пруды, часть из которых используется для рыборазведения. Водообеспеченность населенных пунктов достаточная.
Геология и рельеф
Поселение характеризуется сильно пересеченным увалисто-холмистым рельефом. Увалы небольшие, вершины выпуклые, некоторые в виде холмов. Преобладающий элемент рельефа – склоны обычно покатые, особенно южные и западные.

## История
С 1959 года Заречная Медла - центр сельского Совета, а затем сельского округа, сельского поселения.
Статус и границы сельского поселения установлены Законом Удмуртской Республики от 14 июля 2005 года № 45-РЗ «Об установлении границ муниципальных образований и наделении соответствующим статусом муниципальных образований на территории Дебёсского района Удмуртской Республики»

## Население
| 2010  | 2012  | 2013  | 2014  | 2015  | 2016  | 2017  |
| ----- | ----- | ----- | ----- | ----- | ----- | ----- |
| 1131  | ↘1119 | ↘1102 | ↗1110 | ↘1105 | ↘1078 | ↘1051 |
| 2018  | 2019  | 2020  |       |       |       |       |
| ↘1037 | ↘1020 | ↘997  |       |       |       |       |

На 01.01.2013 численность населения сельского поселения составила 1278 чел., в том числе: в д. Заречная Медла – 636 чел, д. Большая Кизня – 189 чел., д. Малая Кизня – 34 чел., д. Удмуртския Лем – 267 чел., д. Уйвай-Медла – 152 чел.Основной национальный состав удмурты.

## Состав сельского поселения
| № | Населённый пункт | Тип                             | Население |
| - | ---------------- | ------------------------------- | --------- |
| 1 | Большая Кизня    | деревня                         | ↘167      |
| 2 | Заречная Медла   | деревня, административный центр | ↘560      |
| 3 | Малая Кизня      | деревня                         | ↘18       |
| 4 | Удмуртский Лем   | деревня                         | ↗241      |
| 5 | Уйвай-Медла      | деревня                         | ↘133      |

## Местное самоуправление
- С 1983 по февраль 2012 года руководителем поселения работал Изосим Васильевич Перевозчиков
- С 11 марта 2012 года - Косарев Сергей Александрович

## Предприятия и организации
СПК им Калинина является одним из самых крупных и успешных сельскохозяйственных организаций района, производственное направление – молочно – мясо – зерновое, является элитно-семеноводческим хозяйством. Одна общеобразовательная школа (Заречная Медла), одна начальная школа - сад-ясли (Удмуртский Лем),один детских сад-ясли (Заречная Медла), один филиал детского сада-ясли в деревне Большая Кизня, четыре магазина райпо и один частный, два фельдшерско-акушерских пункта, две библиотеки, три клуба, швейный цех, работают две пилорамы частных предпринимателей.

## Известные люди
- Кузьма Алексеевич Ложкин — театральный режиссёр, актёр, певец, народный артист РСФСР.
- Светлана Константиновна Смирнова — бывший депутат Госдумы РФ и Госсовета УР.
- Тамара Ивановна Тепляшина — ученый-лингвист, уроженка деревни Малая Кизня.
- Августа Васильевна Конюхова — автор одного из первых учебников удмуртского языка.